# خالد الدويسان
خالد عبد العزيز الدويسان هو سفير دولة الكويت في لندن منذ عام 1993 حتى عام 2022 وعميد السلك الدبلوماسي سابقا. عمل في وزارة الخارجية نهاية الستينيات كدبلوماسي نقل بعدها إلى سفارة دولة الكويت في واشنطن حتى عام 1986 حين عين سفير لدولة الكويت لدى مملكة هولندا وبعد تحرير دولة الكويت أعيد إلى ديوان عام الوزارة ثم نقل إلى المملكة المتحدة، وقد تم منحه جائزة (لايف تايم اوارد) من طرف مجلة ذي دبلومات نظراً لجهوده ومساهماته في مجال تطوير الدبلوماسية.

## وصلات خارجية
- جريدة الشرق الأوسط : خالد الدويسان .